# Quintanilla de la Mata (kommun)
Quintanilla de la Mata är en kommun i Spanien.   Den ligger i provinsen Provincia de Burgos och regionen Kastilien och Leon, i den centrala delen av landet, 180 km norr om huvudstaden Madrid. Antalet invånare är 147.